# Slöta Backgården
Slöta Backgården este o arie protejată (arie specială de conservare — SAC, sit de importanță comunitară — SCI) din Suedia întinsă pe o suprafață de 0,96 ha, integral pe uscat.

## Localizare
Centrul sitului Slöta Backgården este situat la coordonatele 58°06′38″N 13°36′48″E / 58.1105°N 13.6133°E.

## Înființare
Situl Slöta Backgården a fost declarat sit de importanță comunitară în iunie 2001 pentru a proteja un număr necunoscut de specii din flora spontană și fauna sălbatică aflate în arealul zonei. Situl a fost protejat și ca arie specială de conservare în martie 2011.

## Biodiversitate
Situată în ecoregiunea boreală, aria protejată conține 1 habitat natural: Pajiști uscate seminaturale și facies de acoperire cu tufișuri pe substraturi calcaroase (Festuco-Brometalia) (* situri importante pentru orhidee).
La baza desemnării sitului se află un număr nedeclarat de specii protejate.